# Области Албаније
Албанија је била подељена у 36 области (алб. rrathë или rrathët). Неколико области су затим биле груписани у округе или префектуре, којих је 12. Главни град, Тирана, има посебан статус. Области су:
-{
| 1. Берат (Berat) 2. Булћизе (Bulqizë) 3. Делвине (Delvinë) 4. Девол (Devoll) 5. Дибер (Dibër) 6. Драч (Durrës) 7. Елбасан (Elbasan) 8. Фјер (Fier) 9. Ђирокастра (Gjirokastër) 10. Грамш (Gramsh) 11. Хас (Has) 12. Каваја (Kavajë) 13. Колоња (Kolonjë) 14. Корча (Korçë) 15. Кроја (Krujë) 16. Кучова (Kuçovë) 17. Кукеш (Kukës) 18. Курбин (Kurbin) | 1. Љеш () 2. Либражд () 3. Лушња () 4. Велика Малесија () 5. Малакастра () 6. Мат () 7. Мирдита () 8. Пећина () 9. Пармет () 10. Поградец () 11. Пука () 12. Саранде () 13. Скадар () 14. Скрапар () 15. Тепелена () 16. Тирана () 17. Тропоја () 18. Влора () | Области Албаније |

}-